# Стокгольмский Золотой кодекс

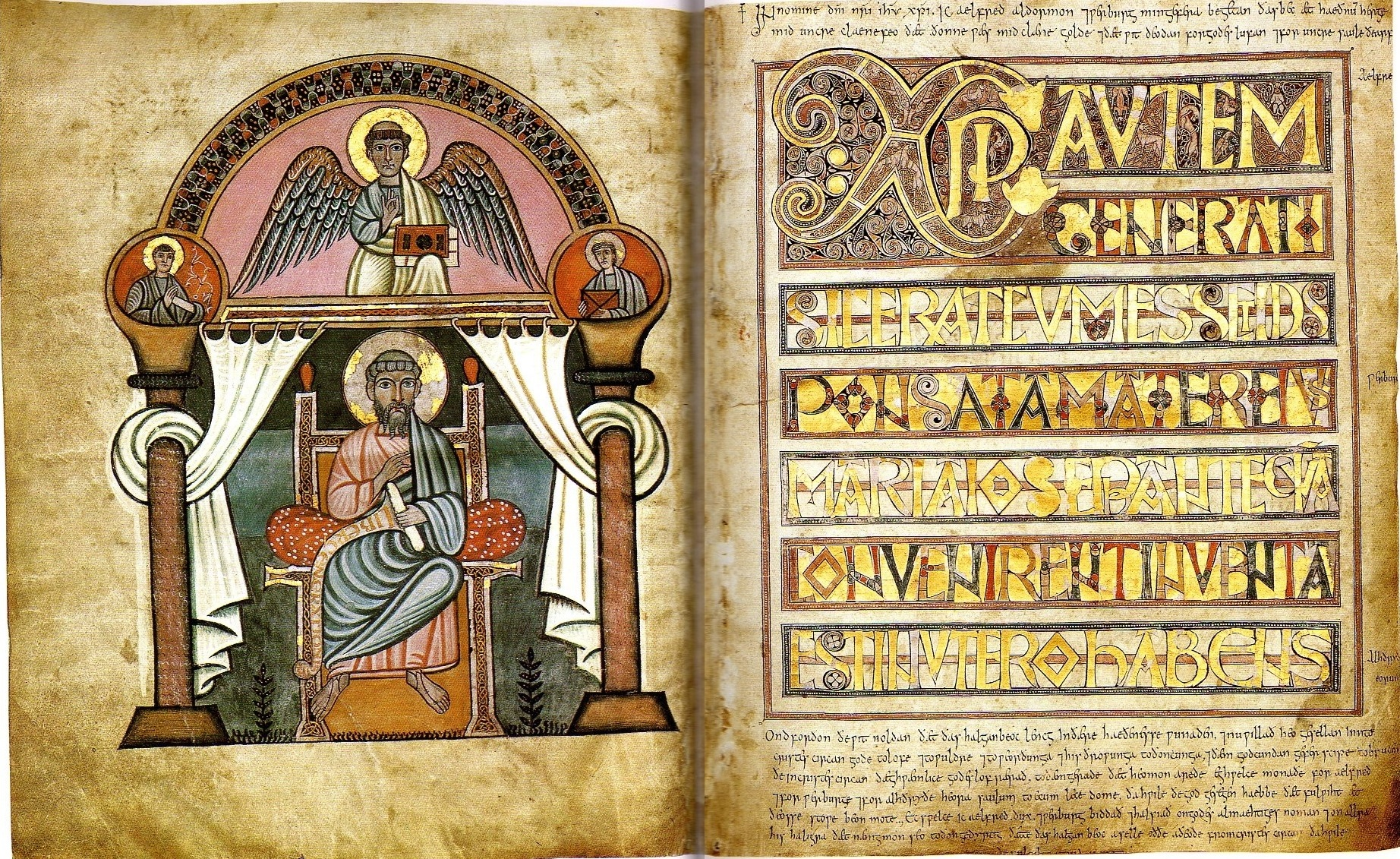
Разворот листов 9 (оборотный) и 10 (лицевой) Золотого кодекса. Слева — изображение евангелиста Матфея, справа — декоративная буквица. Текст Евангелия от Матфея начинается с

Стокгольмский Золотой кодекс (лат. Codex Aureus Holmiensis по месту хранения — в Шведской королевской библиотеке, каталожное обозначение MS A. 35) — иллюминированная англосаксонская рукопись Четвероевангелия. Создана, предположительно, в середине VIII века в Кентербери, в технике хризографии частично на пурпурном пергаменте. В IX веке рукопись стала военной добычей викингов, но её выкупили правители Суррея. В XVI веке рукопись попала в Испанию, а в 1690 году была приобретена для королевской библиотеки Швеции.

## Содержание и оформление
Сохранилось 193 листа рукописи, форматом 39,5 на 31,4 см. Текст содержит Четвероевангелие в старолатинской версии, записанное унциалом на листах веллума, поочерёдно окрашенных пурпуром и неокрашенных. Пурпурные листы выполнены в технике хризографии золотыми и серебряными чернилами, в оформлении использовались также белила. Неокрашенные листы исписаны чёрными чернилами и киноварью, в некоторых местах текст образует геометрические узоры (писец использовал разные чернила).

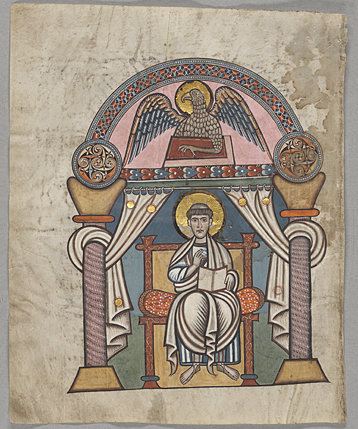
Изображение евангелиста Иоанна

Рукопись иллюминирована — сохранились изображения двух евангелистов (Матфея и Иоанна) в полный лист, декорированы также шесть таблиц канонов и семь крупных инициалов в полный лист. Рукопись является старейшим образцом использования сусального золота для декорирования буквиц. Изображения и оформление — в смешанном стиле, сочетающем черты островного искусства и итальянского, встречаются также предположения, что рукопись — самый ранний образец каролингского искусства. Миниатюра евангелиста Матфея явно показывает влияние итальянского стиля, а оформление заставки на следующем листе несёт много кельтских элементов. Последующие листы оформлены в типичном стиле франкских манускриптов. Миниатюра евангелиста Иоанна украшена спиральными кельтскими узорами и зооморфной фигурой.
В колофоне содержится просьба молиться за золотых дел мастера Вульфхельма и неких Кеольхарда, Никласа и Эльхуна, вероятно, это имена монахов — переписчиков и оформителей рукописи. Однако заказчик и владелец рукописи нигде не упоминается. На свободных местах вверху и внизу латинского текста Евангелия от Матфея сохранилась обширная маргиналия на староанглийском языке. Текст гласит:

Во имя Господа нашего, Иисуса Христа. Я, олдермен Альфред, и Вербурх, моя жена, вызволили эти книги из рук нечестивых на наши честные деньги, которые были чистым золотом, и это мы сделали во имя любви нашей к Господу и для спасения душ наших, ибо не желали мы, чтобы эти святые книги оставались во владении язычников. И теперь они хотят даровать их Церкви Христовой для похвалы, и славы, и чести Господней.

## Факсимильное издание
- The Codex Aureus: an eighth-century gospel book: Stockholm, Kungliga bibliotek[et], A. 135, ed. by Richard Gameson (Copenhagen, 2001—2002) (Early English manuscripts in facsimile)